# Gaskkamus Čuhčajávri
Gaskkamus Čuhčajávri, enligt tidigare ortografi Kaskamus Tsutsajaure, är en sjö i Kiruna kommun i Lappland och ingår i Kalixälvens huvudavrinningsområde. Sjön har en area på 0,572 kvadratkilometer och ligger 885 meter över havet. Kaskamus Tsutsajaure ligger i Torne och Kalix älvsystem Natura 2000-område. Sjön avvattnas av vattendraget Čuhčajohka.

## Delavrinningsområde
Gaskkamus Čuhčajávri ingår i det delavrinningsområde (753682-159875) som SMHI kallar för Utloppet av Kaskamus Tsutsajaure. Medelhöjden är 1 020 meter över havet och ytan är 3,72 kvadratkilometer. Räknas de 3 avrinningsområdena uppströms in blir den ackumulerade arean 39,51 kvadratkilometer. Čuhčajohka (Tsutsajåkka) som avvattnar avrinningsområdet har biflödesordning 3, vilket innebär att vattnet flödar genom totalt 3 vattendrag (Čeakčajohka (Tjäktjajåkka), Kaitumälven, Kalixälven) innan det når havet efter 448 kilometer. Avrinningsområdet består mestadels av kalfjäll (85 procent). Avrinningsområdet har 0,57 kvadratkilometer vattenytor vilket ger det en sjöprocent på 15,3 procent.